# 43 км (колійний пост)
43 кіломе́тр — залізничний колійний пост Полтавської дирекції Південної залізниці на електрифікованій лінії Полтава-Південна — Берестин між станціями Селещина (20 км) та Карлівка (5 км). Розташований на південно-західної околиці міста Карлівка (місцевість Микитівка) Полтавського району Полтавської області.

## Пасажирське сполучення
Через колійний пост 43 км прямують приміські електропоїзди сполученням Полтава-Південна — Лозова, проте не зупиняються.